# 初等代數
初等代數是一個初等且相對簡單形式的代數，教導對象為還沒有數學和算術方面较深知識的中小学生，大学学习的则称为高等代数。當在算術中只有數字与其運算（如：加、減、乘、除）出現時，在代數中也會使用字母符號诸如 {\displaystyle x}、{\displaystyle y} 或 {\displaystyle a}、{\displaystyle b} 等表示數字，习惯上用前者表示未知数与變數，用后者表示任意的已知数。

## 概述
初等代數中还会使用诸如 {\displaystyle f(x)}、{\displaystyle g(x)}、{\displaystyle f(g(x))}、{\displaystyle f(x_{1},x_{2})} 等映射符号来表示关于某个字母符号的代数式。
- 它允許涉及未知的數字。在一個問題的內容裡，變數或許代表某一還不確定，但可能可以經由方程的規劃及操縱來解開的數值。
- 它允許探究數量之間的數學關係的可能（如「若你賣了 {\displaystyle x} 張票，你的收益將有 {\displaystyle (3x+10)} 元」）。

這三個是初等代數的主要組成部份，以區隔其與目的為教導大學生更高深主題的抽象代數的不同。
在初等代數裡，表示式包含有數字、變數及運算。它們通常把較高次項（習慣上）寫在表示左邊（參考多項式），舉幾個例子來說：
{\displaystyle x+3}
{\displaystyle y^{2}+2x-3}
{\displaystyle z^{7}+a(b+x^{3})+{\frac {42}{y}}-\pi }。
在更進階的代數裡，表示式也會包含有初等函數。
一個等式表示其等號兩邊的表示式是相等的。某些等式對於其中變數的所有取值都成立（如 {\displaystyle a+b=b+a}）；這種等式稱為恆等式。而其他只有變數在某些值時才正確（如 {\displaystyle x^{2}-1=4}），此一使等式成立的變數值則稱為這等式的解。

## 定理

### 与代数运算相关的定理[1]
- 加法是一可交換的運算（兩個數不論順序為何，它加起來的總和都一樣）。
  - 減法是加法的逆運算。
  - 減去一個數和加上一個此數的負數是一樣意思的：

{\displaystyle a-b=a+(-b)}
例如：若 {\displaystyle 5+x=3} ，則 {\displaystyle x=-2}。
- 乘法是一可交換的運算。
  - 除法是乘法的逆運算。
  - 除去一個數和乘上一個此數的倒數是一樣意思的：

{\displaystyle {a \over b}=a\cdot {1 \over b}}
例如：若 {\displaystyle 3x=2} ，則 {\displaystyle x={\frac {2}{3}}}。
- 冪不是一可交換的運算。
  - 但冪卻有兩個逆運算：對數 和 开方（如平方根）。
    - 例如：若 {\displaystyle 3^{x}=10}，則 {\displaystyle x=\log _{3}10}。
    - 例如：若 {\displaystyle x^{2}=10}，則 {\displaystyle x={\sqrt {10}}_{\mathbb {C} }}，即 {\displaystyle x_{1}={\sqrt {10}}_{\mathbb {R} }}，{\displaystyle x_{2}=-{\sqrt {10}}_{\mathbb {R} }}。

  - 負數的平方根不存在於實數內。（參考：複數）
- 加法的結合律性質：{\displaystyle (a+b)+c=a+(b+c)}。
- 乘法的結合律性質：{\displaystyle (ab)c=a(bc).}。
- 對應加法的乘法分配律性質：{\displaystyle c(a+b)=ca+cb}。
- 對應乘法的冪分配律性質：{\displaystyle (ab)^{c}=a^{c}b^{c}}。
- 冪的乘法：{\displaystyle a^{b}a^{c}=a^{b+c}}。
- 冪的冪：{\displaystyle (a^{b})^{c}=a^{bc}}。

### 与“等於”相关的定理
- {\displaystyle a=a} （等於的自反性）。
- 若 {\displaystyle a=b}，則 {\displaystyle b=a} （等於的對稱性）。
- 若 {\displaystyle a=b} 且 {\displaystyle b=c}，則 {\displaystyle a=c} （等於的遞移律）。
- 若 {\displaystyle a-b=n}，則 {\displaystyle a^{2}-b^{2}=na+nb}。

### 其他定理
- 若 {\displaystyle a=b} 且 {\displaystyle c=d}，則 {\displaystyle a+c=b+d}。
  - 若 {\displaystyle a=b}，則對任一 c，{\displaystyle a+c=b+c}（等於的可加性）。
- 若 {\displaystyle a=b} 且 {\displaystyle c=d}，則 {\displaystyle ac} = {\displaystyle bd}。
  - 若 {\displaystyle a=b}，則對任一 c，{\displaystyle ac=bc}（等於的可乘性）。
- 若兩個符號相等，則一個總是能替換另一個（替換原理）。
- 若 {\displaystyle a>b} 且 {\displaystyle b>c}，則 {\displaystyle a>c}（不等式的遞移律）。
- 若 {\displaystyle a>b}，則對任一 c，{\displaystyle a+c>b+c}。
- 若 {\displaystyle a>b} 且 {\displaystyle c>0}，則 {\displaystyle ac>bc}。
- 若 {\displaystyle a>b} 且 {\displaystyle c<0}，則 {\displaystyle ac<bc}。

## 例子

### 一元一次方程
最簡單的方程為一元一次方程，它們是含有一個常數和一沒有冪的變數。例如：
{\displaystyle 2x+4=12.\,}
其中心解法為在等式的兩邊同時以相同數字做加、減、乘、除，以使變數單獨留在等式的一側。一旦變數獨立了，等式的另一邊即是此變數的值。例如，將上面式子兩邊同時減去4：
{\displaystyle 2x+4-4=12-4\,}，
簡化後即為
{\displaystyle 2x=8.\,}
再同時除以2：
{\displaystyle {\frac {2x}{2}}={\frac {8}{2}}\,}
再簡化後即為答案：
{\displaystyle x=4.\,}
一般的情形
{\displaystyle ax+b=c}
也可以依同樣的方式得出答案來：
{\displaystyle x={\frac {c-b}{a}}}
【這就是一元一次方程簡單的說明】

### 一元二次方程
一元二次方程可以表現成 {\displaystyle ax^{2}+bx+c=0}，在這 {\displaystyle a} 不等於零（假如 {\displaystyle a} 等於零，則此方式為一次方程式，而非二次方程式）。二次方程式必須保持二次的形態，如 {\displaystyle ax^{2}}，二次方程式可以通過因式分解求解（多項式展開的逆過程），或者一般地使用二次方程求根公式。因式分解的舉例：
{\displaystyle x^{2}+3x=0.\,}
這相當於
{\displaystyle x(x+3)=0.\,}
0 和 -3 是它的解，因爲把 {\displaystyle x} 置為 0 或 -3 便使上述等式成立。
所有二次方程式在複數體系中都有兩個解，但是在實數系統中卻不一定，例如：
{\displaystyle x^{2}+1=0\,}
沒有實數解，因爲沒有實數的平方是 -1。
有時一個二次方程式會有2重根，例如：
{\displaystyle (x+1)^{2}=0.\,}
在這個方程中，-1是2重根。

### 線性方程組
在線性方程組內，如兩個變數的方程組內有兩個方程式的話，通常可以找出可同時滿足兩個方程式的兩個變數。
下面為線性方程組的一個例子，有兩個求解的方法：
{\displaystyle 4x+2y=14\,}
{\displaystyle 2x-y=1.\,}

#### 求解的第一種方法
將第2個等式的左右項各乘以2，
{\displaystyle 4x+2y=14\,}
{\displaystyle 4x-2y=2.\,}
再將兩式相加，
{\displaystyle \,8x=16,}
上式可化簡為
{\displaystyle x=2.\,}
因爲已知{\displaystyle x=2}，於是就可以由兩式中的任意一個推斷出{\displaystyle y=3}。所以這個問題的完整解為
{\displaystyle {\begin{cases}x=2\\y=3.\end{cases}}\,}
注意：這並不是解這類特殊情況的唯一方法；{\displaystyle y} 也可以在 {\displaystyle x} 之前求得。

#### 求解的第二種方法
另一種求解的方法為替代。
{\displaystyle {\begin{cases}4x+2y=14\\2x-y=1.\end{cases}}\,}
{\displaystyle y} 的等值可以由兩個方程式中的其中一種推出。我們使用第二個方程：
{\displaystyle 2x-y=1\,}
由方程的兩邊減去 {\displaystyle 2x}：
{\displaystyle 2x-2x-y=1-2x\,}
{\displaystyle -y=1-2x\,}
再乘上 -1：
{\displaystyle y=2x-1.\,}
將此 {\displaystyle y} 值放入原方程組的第一個方程式：
{\displaystyle 4x+2(2x-1)=14\,}
{\displaystyle 4x+4x-2=14\,}
{\displaystyle 8x-2=14\,}
在方程的兩端加上 2：
{\displaystyle 8x-2+2=14+2\,}
{\displaystyle 8x=16\,}
此可簡化成
{\displaystyle x=2\,}。
將此值代回兩個方程式中的一個，可求得和上一個方法所求得的相同解答。
{\displaystyle {\begin{cases}x=2\\y=3.\end{cases}}\,}

注意：這並不是解這類特殊情況的唯一方法；在這個方法裡也是一樣的，{\displaystyle y} 也可以在 {\displaystyle x} 之前求得。

## 另見
- 等量公理
- 代數
- 算術
- 二元運算
- 高斯消去法
- 數學教育
- 數線
- 多項式

## 脚注
1. ↑  Mirsky, Lawrence (1990) An Introduction to Linear Algebra Library of Congress. p.72-3. ISBN 0-486-66434-1.